# Tagus (Schiff, 1899)
Die RMS Tagus (II) war ein 1899 in Dienst gestelltes Passagierschiff der britischen Reederei Royal Mail Line, das im Passagier- und Postverkehr von Großbritannien in die Karibik eingesetzt wurde. Während des Ersten Weltkriegs diente sie als Hospitalschiff HMHS Tagus. 1920 wurde sie nach Spanien verkauft und 1925 verschrottet. 

## Das Schiff

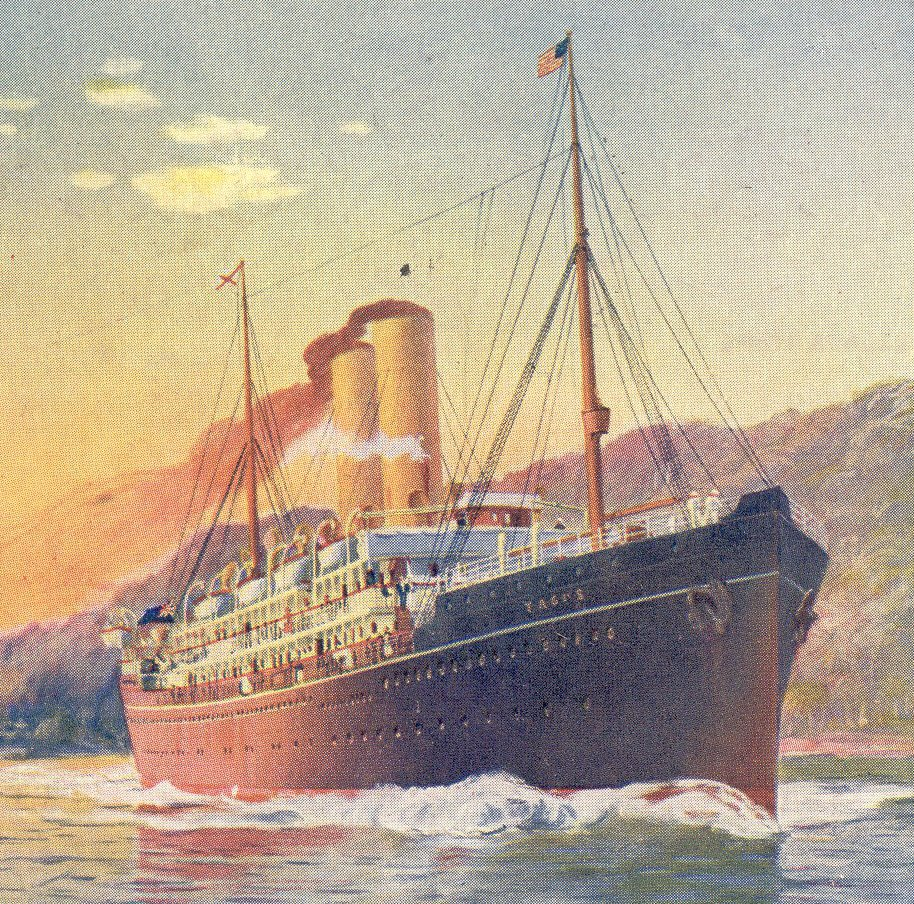
Die RMS Tagus als Postkartenmotiv

Das 5545 BRT große Dampfschiff Tagus wurde auf der Werft Robert Napier & Sons in Govan bei Glasgow gebaut und lief am 27. Juni 1899 vom Stapel. Sie war das baugleiche Schwesterschiff der 5573 BRT großen Trent (III), die mit der Baunummer 467 bei der gleichen Werft gebaut und Anfang des Jahres 1900 in Dienst gestellt wurde. 
Die Tagus war 124,96 Meter lang und 9,14 Meter breit. Sie hatte zwei Schornsteine, zwei Masten und einen einzelnen Propeller und wurde von Dreifachexpansions-Dampfmaschinen angetrieben, die das Schiff auf eine Geschwindigkeit von 15 Knoten beschleunigen konnten. Es konnten 200 Passagiere in der Ersten, 30 in der Zweiten und 250 in der Dritten Klasse befördert werden. Das Schiff wurde für den Passagier- und Postdienst von Southampton zu den Westindischen Inseln gebaut und lief am 15. November 1899 zu seiner Jungfernfahrt auf dieser Route aus. Auf dieser Route blieb das Schiff bis zum Jahr 1914 mit einer kurzen Ausnahme im Jahr 1900, als es während des Zweiten Burenkriegs als Truppentransporter genutzt wurde. 
Von 1914 bis 1918 diente die Tagus als Hospitalschiff im Ersten Weltkrieg und überstand diesen ohne Beschädigungen. 1920 wurde sie an das 1915 gegründete spanische Unternehmen Hijos de José Tayé mit Sitz in Barcelona verkauft und in Principe de Viana umbenannt. 1926 wurde das 27 Jahre alte Schiff schließlich verschrottet.